# Еймі Фуллер
Е́ймі Фу́ллер (англ. Aimee Fuller; нар. 21 липня 1991, Фарнборо, Англія) — британська сноубордистка, учасниця зимових Олімпійських ігор (2014). Стійка — регуляр.

## Життєпис
Еймі Фуллер народилася на півдні Англії в містечку Фарнборо. У 4 роки вперше спробувала кататися на лижах, а у восьмирічному віці познайомилася зі сноубордингом завдяки своїм двоюрідним братам, що жили у Канаді. У 2003 році разом з сім'єю переїхала до США, де мешкала близько 3,5 років, після чого переїхала до Белфасту. Паралельно зі сноубордингом певний час займалася гімнастикою та мотокросом.
У 2014 році взяла участь в зимових Олімпійських іграх у Сочі. У слоупстайлі зайняла 17 підсумкове місце.
Окрім сноубординга Еймі Фуллер захоплюється серфінгом, мотокросом, індивідуальними тренуваннями та фотографуванням.